# ويليام بويل (إيرل كورك وأوريري الثاني عشر)
ويليام بويل (بالإنجليزية: William Boyle) ، من مواليد 30 نوفمبر 1873م وتوفي بتاريخ 19 أبريل 1967م، وهو قائد عسكري بريطاني مخضرم، عاصر في فترة الحرب العالمية الأولى والثانية.

## وصلات خارجية
- Royal Navy (RN) Officers 1939–1945
- Hansard 1803–2005: contributions in Parliament by William Boyle, 12th Earl of Cork
- DP-xlink|http://dreadnoughtproject.org/tfs/index.php/William_Henry_Dudley_Boyle,_Twelfth_Earl_of_Cork_and_Orrery